# Harry Purcell
Harry Purcell (13 de enero de 1996) es un deportista de Irlanda que compite en atletismo. Ganó una medalla de bronce en el Campeonato Europeo de Atletismo por Equipos de 2019, en la prueba de 4 × 400 m.